# Paul Girol
Paul Girol né le 18 mai 1911 à Saint-Maur-des-Fossés (Val-de-Marne) où il vécut au 8, avenue Pasteur et où il est mort le 30 septembre 1988 est un peintre, graveur et dessinateur français.

## Biographie
Paul Girol l'évoque lui-même : « je suis né pour dessiner. Tout enfant, élevé par mes grands-parents, je passais des heures dans l'atelier de mon grand-père, crayonnant en le regardant sculpter d'admirables cadres composés d'après ses dessins ou réalisant des copies de styles - dans une chaude atmosphère mêlant l'odeur des copeaux de bois à celle de la colle forte fondant au bain-marie sur le coin d'un  petit poêle-cœur. Lorsque nous rentrions dans la maison le travail fini, mes modèles favoris étaient encore mon grand-père, la cigarette roulée brûlant sa grosse moustache, une deuxième posée sur l'oreille, ou ma grand-mère avec son petit fichu noir encadrant un visage plein de douceur, tricotant ou vaquant aux travaux du ménage ».

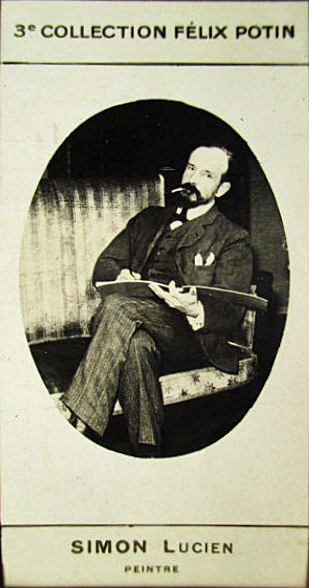
Lucien Simon

Il fréquente très tôt les cours du soir du boulevard du Montparnasse à Paris avant d'entrer en 1928 aux Beaux-Arts de Paris où, élève de Lucien Simon, il a pour condisciples Yves Brayer, Robert Humblot, Georges Rohner et Lucien Fontanarosa. Pour financer ses études, il travaille dans l'atelier d'un décorateur de théâtre, brosse de vastes décors d'étalages pour des grands magasins du boulevard et des magasins de province (ses exécutions à l'éponge qui lui permettent de faire grand et vite lui valent alors le surnom d'« homme à l'éponge »), entre enfin pour une durée de trois ans et demi comme placier au théâtre Pigalle. Il conservera cette lettre signée de Lucien Simon et lui recommandant : « Peignez pour vous faire plaisir. Peintre comme vous l'êtes, vous devez aimer peindre. Le reste, c'est l'affaire de hasards, de rencontres, de joies ou de peines qui compléteront votre nature ». 
S'il interrompt ses études lorsque, en 1934, une bourse obtenue au Salon des artistes français grâce à sa toile Le Marché Mouffetard lui offre de découvrir l'Espagne (Burgos, Madrid, Tolède) et qu'à son retour Armand Drouant lui organise sa première exposition personnelle dans sa galerie qui est alors encore située rue de Seine, il n'en est pas moins sélectionné pour concourir au prix de Rome en 1939.
Pierre Imbourg, dans un texte de 1961 consacré au cheminement de Paul Girol, restitue les randonnées de ce dernier dans Saint-Maur et ses environs, mais aussi dans la région de Chaumont-en-Vexin où ses parents se sont retirés depuis 1939, des premiers paysages sur le thème de Saint-Maur sous la neige qui, « s'ils révèlent encore un certain conformisme, n'en sont pas moins des œuvres pensées et abouties », avant la période liée à la Bretagne qu'il parcourt pendant des années, « plantant son chevalet un peu partout, à Pont-Aven comme à Concarneau, à Roscoff comme à Doëlan, transcrivant avec des accents vrais et personnels la lumière du ciel breton, animant la mélancolie des bateaux au sec à Doëlan près desquels se détache la silhouette de son modèle préféré, sa femme ». C'est ensuite la découverte du Portugal où il va revenir chaque année, s'établissant à Nazaré, « peut-être, comprend Pierre Imbourg, parce que ses aspirations les plus secrètes s'y sont matérialisées et qu'il a découvert, là, le spectacle d'une humanité inconnue, des couleurs, une nature, un pittoresque vrai qui favorisent son inspiration ». Bernard Esdras-Gosse confirme : « émerveillé par le soleil du Portugal, les barques couchées sur la grève de Nazaré, la grande voile blanche des moulins à vent d'Estrémadure, les humbles maisons des pêcheurs passées à la chaux, attentif à la lente démarche des femmes, au ballet simple des lavandières, aux jeux sonores des enfants sur la praïa, il veut nous emporter totalement dans sa joie ». 

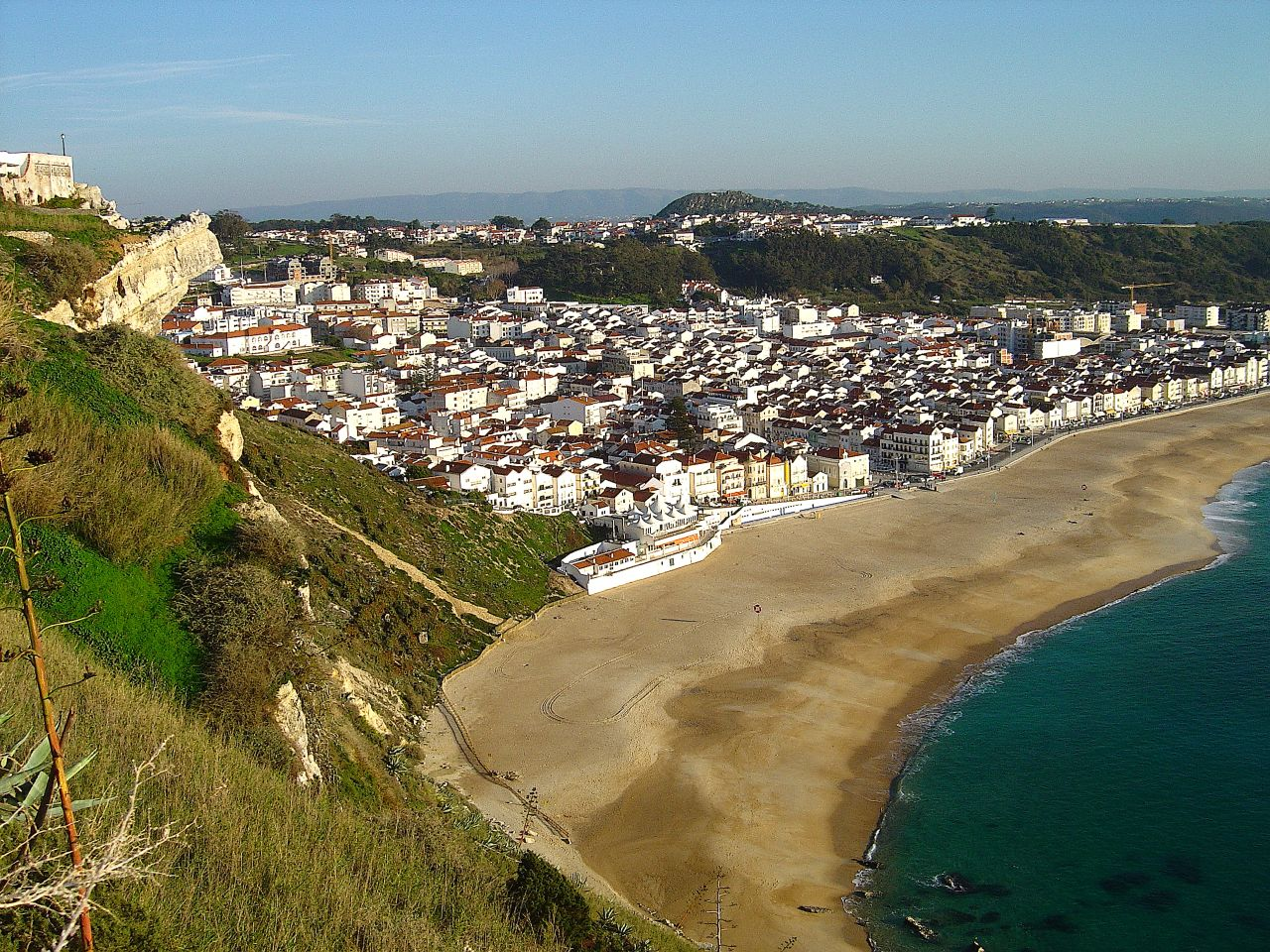
Nazaré (Portugal)

Paul Girol se confie lui-même sur sa forte relation au Portugal qu'avec Nazaré, mais aussi Viseu, son marché et sa cathédrale de granit, Mangualde et Fragosela et leurs petites églises baroques, Tibaldinho et ses brodeuses installées sur les escaliers de pierre, il découvre dès 1955 : « Là, j'ai trouvé la mer, le ciel bleu, la blancheur éclatante des maisons portugaises et surtout la vie rude des pêcheurs et de leur famille, la profondeur de leurs yeux… Là, j'ai fait un long travail, changeant complètement ma façon de voir et sentir ». Il y a là, comprend pour sa part Bérengère Hébrant, tout un « spectacle du quotidien, fait d'une mélancolie comme éternelle mêlée d'une vie intense et brève, qui apporte un contraste chaleureux. Les personnages, aux gestes expressifs, souples, et aux attitudes nobles, fascinent Paul Girol : "leurs mains expriment tant de sentiments à la fois ! De leur vie rude et pauvre, une grande noblesse se dégage. Je me suis laissé conquérir par ce peuple altier. Le Portugal s'est imposé à moi. Je suis un homme de contact, du vif, et ce pays est franc et humble" ».
Le catalogue de l'atelier de Paul Girol, établi par Claude Robert en 1989, inventorie cependant également des œuvres qui énoncent des villégiatures dans le sud de la France - les Alpes-de-Haute-Provence (Oppedette, Villemus), l'Aveyron (Camarès, Saint-Affrique), les Pyrénées-Orientales (Collioure, Port-Vendres), le Vaucluse (Viens) - et en Italie (Florence, Venise). Pour André Flament, « il atteste de notre époque, et les tableaux qu'il a exposés pendant de nombreuses années au Salon des peintres témoins de leur temps étaient toujours remarqués et admirés parce qu'ils répondaient parfaitement au mot d'ordre su Salon : faire une œuvre où l'homme puisse se retrouver et se reconnaître, dans son entourage, son travail ou ses loisirs ».
Des portraits du peintre sont restitués par Pierre Imnourg - « Un visage fortement buriné qu'éclaire un regard profond, teinté d'intelligence et de bonté, un solide collier de barbe encadrant un profil aiguisé… On imagine, en étudiant le faciès de Paul Girol, quelque peintre de la Renaissance florentine ou un condottiere des temps modernes » - et surtout par son ami le critique d'art Guy Dornand : « Paul Girol arbore une barbe poivre et sel encadrant un visage haut en couleur et buriné qui pourrait être celui d'un boucanier ; il a le verbe sonore, le geste facile, pour mieux dissimuler une timidité foncière de grand sentimental, d'homme si épris de simplicité, d'indépendance, d'amour du travail et de la nature que, s'il n'était pas peintre, il se voudrait jardinier - et de fait, j'ai constaté qu'il l'était, jusqu'à fignoler le jardinet de proche banlieue qu'il orne et fait fleurir avec une minutie d'orfèvre floral ».
Mort le 30 septembre 1988, Paul Girol repose au cimetière Condé de Saint-Maur-des-Fossés,. Jacques Busse restitue en lui un artiste dont « l'œuvre est très caractéristique de la peinture figurative de l'École de Paris de l'après-guerre ».

## Expositions

### Expositions personnelles
- Galerie Armand Drouant, rue de Seine, 1935[2].
- Galerie Chardin, Paris, 1950[1].
- Galerie Henri Tronche, Paris, mars 1953[8].
- Galerie Percier, Paris, 1953[1].
- Galerie Ror Volmar, Paris, 1963[1].
- Paul Girol. Rétrospective, villa Médicis (musée intercommunal), Saint-Maur-des-Fossés, 1982[3], 1992[9].
- Centre culturel de Nazaré, janvier-février 2011[10],[11].
- Galerie municipale Paul-Girol, Nazaré, mars-avril 2015[5].
- Expositions non datées : Le Havre, Roubaix, Cherbourg, Chicago, Londres, Québec[1],[3].

### Expositions collectives
- Salon de la Société nationale des beaux-arts, Paris, 1929, Portrait de la grand-mère de l'artiste[3].
- Salon des artistes français, Paris, notamment 1934 (bourse de voyage), 1970 (médaille d'argent), 1974 (médaille d'or)[3].
- Exposition Arts et techniques, Paris, 1937 (médaille d'argent)[3].
- Salon des indépendants, Paris, participations régulières à partir de 1947 : on trouve toujours le nom de Paul Girol parmi les participants au Salon de 1984[12].
- Exposition du Prix de l'Île-de-France, château de Sceaux, 1955.
- Exposition d'été - Alfred Cluzeau, Jean Cocteau, Michel Patrix, Paul Girol…, Galerie Jacques Hamon, Le Havre, juillet-août 1960[13].
- Salon des 3 S, Fontainebleau, 1961.
- Salon des peintres témoins de leur temps, musée Galliera, Paris, janvier-février 1972 (thème : Que l'homme demeure...), janvier-février 1974 (thème : La rue), janvier-février 1976 (thème : La vie paysanne ; toile présentée : Vendangeurs en Roussillon)[14], février-mars 1977 (thème : La fête ; toile présentée : Le baptême)[15].
- Paul Girol, Jean-Claude Quinette, office culturel de Bry-sur-Marne, 1984.
- Hiver, villa Médicis, Saint-Maur-des-Fossés, décembre 2019 - janvier 2020[16].

## Vente publique
- Vente de l'atelier Paul Girol, Paris, hôtel Drouot, 6 mars 1989[17].

## Réception critique
- « Girol présente des œuvres séduisantes et habiles qui s'inscrivent entre la région parisienne, la Bretagne, Venise. L'organisation de ses toiles est sûre, régulière, et leur qualité originale se marque dans le chromatisme qui sait être vif et bien accordé, aux transparences et matières savoureuses, aux éclats mesurés, aux discrètes notes de vert assez vif qui souligne et excite les blancs. Vision nette, poésie simple, effets efficaces plaisent et reposent. » - Robert Vrinat[18]
- « Girol ne fait pas œuvre d'imagination pure ; chaque toile est une œuvre longuement pensée qui ne prend forme qu'après de nombreux croquis préparatoires, d'après les aquarelles faites directement sur le motif. Très difficile pour lui-même, il peut reprendre inlassablement sa composition, l'épurer ou l'agrémenter. Il ne peut accéder au stade définitif s'il n'a pas, auparavant, vu ce qu'il voulait peindre, s'il n'a pas éprouvé ce choc émotionnel sans lequel il ne peut faire œuvre valable. Le travail d'atelier fait ensuite le reste… Car rien de ce qui est vivant ne lui est indifférent : la rue blanche d'un village portugais écrasée de chaleur mais vivant d'une vie tranquille derrière ses volets clos, le spectacle des barques vertes, bleues ou rouges rentrant au port, irradiées par le soleil couchant, les enfants aux haillons bariolés, les lavandières battant joyeusement leur linge… Son œil de peintre enregistre ces tableaux naturels ; dans le calme de son atelier, il les restituera sur la toile. » - Pierre Imbourg[2]
- « C'est une sorte de bonheur qui s'exhale de ses toiles traduisant la béatitude devant la beauté simple, de la nature aimable ou abrupte, si différente entre les régions, les saisons, les heures. On connaissait Paul Girol amoureux du Portugal qu'il exprimait dans son essence même ; il ne trouve plus dans ce beau pays l'émotion du passé tant l'homme a détérioré les sites, alors ce sont des coins de France qu'il nous invite à découvrir. L'Île-de-France sous le clarté limpide d'un froid glacial où chaque élément de paysage finement traité se détache en un dessin vigoureux. C'est encore la Haute Provence dont il aime les villages bien architecturés. C'est enfin la Bretagne ; le cœur de l'artiste bat à l'unisson du paysage. Travaillant en plein ait, Paul Girol, en contemplatif, s'est arrêté longuement devant de petits ports tranquilles où ciel et mer dialoguent sereinement ; devant la mer dont il capte le mouvement des vagues, les changements du ciel. Sans effets mais avec un rare souci de composition, d'harmonie de la palette, d'une matière nourrie posée fermement, il crée des œuvres vraies, non pas copie servile du motif mais témoignage d'une sensibilité toujours en éveil. » - Nicole Lamothe[4]
- « Paul Girol nous propose son discours, celui d'une écriture qu'il qualifie de cursive. Les scènes de personnages sont resserrées dans un rythme intense où les éléments se répondent les uns aux autres comme une conversation fougueuse. Alors que ses paysages s'étalent sur une ligne sereine, le tableau est animé d'une histoire et d'une vie que rien ne vient troubler, les natures mortes se caractérisent par des bouquets de fleurs simples, à la composition dénudée, d'où la vie jaillit humblement. Appuyé d'une technique solide et d'un travail intense, Paul Girol nous soumet une peinture d'émotion et de réalisme. » - Bérengère Bébrant[4]
- « Il est rare que les peintres réussissent à faire face à l'épreuve terrible des ciels de grand soleil : lui a trouvé au Portugal son entière mesure. De cette palette vive et chaude jaillit comme un chant profondément fraternel. Une peinture facile diront certains, surpris de lire à livre ouvert la beauté d'un pays profondément compris ou de prendre à pleines brassées ses grands bouquets de fleurs !… C'est au contraire une peinture très étudiée, soutenue par un dessin passionnément réfléchi. » - Bernard Esdras-Gosse[4]
- « Des personnages saisis sur le vif dans leurs gestes de la vie quotidienne, des paysages de Bretagne, d'Île-de-France et du Portugal où il fit un long séjour, des marines colorées. » - Gérald Schurr[9]
- « Il a peint principalement dans son atelier de Saint-Maur, mais aussi dans de nombreuses régions de France, surtout en Bretagne, Normandie, Provence, mais aussi en Espagne, à Venise, Florence, au Portugal qu'il découvrit en 1955 et où il retourna souvent. Peintre de la réalité, il fait montre d'un métier sûr dans tous les sujets. Dans sa première période, il peignait dans une pâte pigmentaire lourde et des accords de couleurs sourdes. Sa découverte du Portugal changea radicalement sa manière, la matière picturale s'allégeant au bénéfice d'un graphisme 'griffu", et la couleur s'éclairant. Figuratif, il a parfois infléchi sa vision dans un sens expressionniste. » - Jacques Busse[3]

## Œuvres dans les collections publiques

### Allemagne
- Centre culturel de Hameln[1].

### Canada
- Québec, Musée national des beaux-arts du Québec : Scène de neige, 1948, huile sur papier[19].

### France
- Bry-sur-Marne, musée Adrien Mentienne : Lavandières du Rio, huile sur toile, 50 x 65 cm.
- Créteil, Préfecture du Val-de-Marne.
- Laguiole, mairie : Basilique Santa Maria della Salute de Venise, 1955, aquarelle, 56 × 37 cm, dépôt du Fonds national d'art contemporain[20].
- La Teste-de-Buch, mairie : Paysage de l'Oise, peinture.
- Lisieux, sous-préfecture[1].
- Nogent-sur-Seine, consulat du Portugal[1].
- Paris :
  - Département des estampes et de la photographie de la Bibliothèque nationale de France :
    - Les enfants au pastèque, pointe sèche, 1976 ;
    - Les bateaux portugais, pointe sèche, 1976 ;
    - Retour de la pêche, pointe sèche, 1976 ;
    - L'âne et les enfants, pointe sèche, 1976.

  - Ministère de l'Éducation nationale[1].
  - Musée d'Art moderne de la ville de Paris : Esmeralda, Albertina et Maria-Rosa, dessin[21].
  - Haut Conseil de l'Union française[1].
- Saint-Maur-des-Fossés :
  - école maternelle : fresque.
  - hôtel de ville : fresques dans le bureau du maire et salle des fêtes[22].
  - musée intercommunal - Villa Médicis.
- Sceaux, musée du Domaine départemental de Sceaux :
  - Les Écuries du Petit-Bourbon à Saint-Maur-des-Fossés, huile sur toile ;
  - Le Château de Grosbois, huile sur toile[23] ;
  - Les Lavoirs de Couilly-sur-Marne, 1962, dessin.
- Vars (Hautes-Alpes), musée[1].
- Ambassade de France en Afrique du Sud, Le Cap[1].
- Ambassade de France en Islande, Reykjavik[1].

### Portugal
- Musée de Leiria.
- Nazaré :
  - musée Dr. Joaquim Manso[24].
  - Associação de Defesa da Nazaré : plus de cent œuvres de Paul Girol[25].

### Suisse
- Musée du Petit Palais, Genève[1].

## Reconnaissance publique

### Récompenses et distinctions
- Associé à la Société nationale des beaux-arts, 1933.
- Médaille d'argent du Salon Arts et Techniques, 1937.
- Logiste du concours de Rome, 1939.
- Médaille d'argent de la Société académique Arts-Sciences-Lettres, 1957[1].
- Prix Étienne Dailly, Fontainebleau, 1961[1].
- Grand prix de l'Île-de-France, 1962, pour la toile Les lavoirs à Couilly-sur-Marne[1].
- Officier de l'ordre des Palmes académiques, 1964[1].
- Médaille d'argent de la ville de Paris, 1967[1].
- Médaille d'argent du Salon des artistes français, 1970.
- Prix Francis-Smith décerné par la Casa de Portugal, 1970[1].
- Prix François-Decuq décerné par la ville de Saint-Affrique, 1971.
- Chevalier de l'ordre national du Mérite, 1972[3].
- Médaille d'or du Salon des artistes français, 1974.

### Hommages
- La ville de Nazaré (Portugal), dont Paul Girol a peint des vues (« devenant l'un des plus célèbres ambassadeurs du village de pêcheurs ») et où il a exposé dans les années 1970, a baptisé sa galerie municipale et une rue du nom de l'artiste[26].